# Рожнятів (станція)
Рожня́тів — проміжна залізнична станція Івано-Франківської дирекції залізничних перевезень Львівської залізниці на лінії Стрий — Івано-Франківськ між станціями Калуш (14 км) та Долина (14 км). Розташована у селі Креховичі Калуського району Івано-Франківської області.

## Пасажирське сполучення
На станції Рожнятів зупиняються приміські поїзди сполученням Івано-Франківськ — Стрий.